# Mesquer
Mesquer är en kommun i departementet Loire-Atlantique i regionen Pays de la Loire i nordvästra Frankrike. Kommunen ligger i kantonen Guérande som tillhör arrondissementet Saint-Nazaire. År 2022 hade Mesquer 2 156 invånare.

## Befolkningsutveckling
Antalet invånare i kommunen Mesquer
| Referens: INSEE |